# Karin Brygger
Karin Brygger, tidigare Wiklund, född 1978, är en svensk litteraturvetare och författare.

## Verksamhet
Brygger medverkar återkommande som skribent i Göteborgs-Posten och i Judisk krönika.
Under juli 2016 var hon månadens diktare i programmet Dagens dikt i Sveriges Radio P1. Hon har återkommande hållit andakter under judiska högtider i samma radiokanal.
2018 utkom hon med Visst kan man dansa efter Auschwitz: fragment ur Göteborgs judiska historia som från början var ett antal artiklar i Göteborgs-Posten som sedan anpassats till bokform.

## Mottagande
Diktsamlingen Vi kom från överallt recenserades 2016 av Magnus Brenner som bland annat skrev "det finns ett omisskännligt tonläge, en intellektuell skärpa och en existentiell udd i dessa dikter som ingen kan ta ifrån dem. Det finns ett vittnesmål, förmedlat av en lika lågmäld som intensiv stämma, som väger verkligheten i sina egna händer. Det är, kort sagt, urstark politisk dikt."
Borta minns recenserades 2016 av Aase Berg som bland annat skrev "borta, minns gestaltar en säregen möjlighet: här möts det svåra och det enkla utan att krånglas till eller banaliseras. Karin Bryggers plågsamt exakta poesi är en vacker balansgång."
Visst kan man dansa efter Auschwitz: fragment ur Göteborgs judiska historia recenserades 2018 av Kristian Lundberg som skrev att vi i boken "...inte bara tar del av Göteborgs judiska historia i form av platser och lägen, lika mycket blir det en upptäcktsresa in i samtiden. Brygger är inte bara väl påläst. Hon är också en oerhört entusiasmerande guide som lotsar läsaren så vi får ta del av allt från resonemang omkring mat till miniatyressäer om konst och litteratur. Det blir i det närmaste oavbrutet fascinerande, inte minst för att Brygger inte drar sig för att bli personlig." Han sammanfattar "Fascinerande om den dolda staden mitt i myllret - Brygger lyckas förmedla det som måste vara en djupt känd kärlek, inte bara till det judiska utan också till Göteborg, hamnstaden som blev en hemstad för vissa".
År 2019 gav Brygger ut Stationer och Estera: essä, två minnesböcker om Förintelsen. Stationer är en diktsamling som Bernt Hermele beskriver som "välgörande handfast, vi reser såväl i geografin som i minnet. Det vilar ett vackert dis över berättelsen, när dåtid, nutid, drömmar och relationer blandas, röster kommer och går, flyktingar från i går pratar med dagens". Estera beskrivs som "ett slags Förintelsens road-movie" i spåren efter Ester Frischer, Ivar Frischers mamma, där Bryggers text kompletteras med Ivar Frischers svart-vita fotografier. Uppgifterna är knapphändiga och Brygger vänder och vrider på bitarna så att pusslet ska stämma, men boken kan inte ge svar utan bara frågor. Boken blir ett sätt att skriva om det som inte går att tala om.
År 2020 gav Brygger ut diktsamlingen, Månader, brev, som bland annat behandlar de första skälvande månaderna av Coronapandemin.